# عدسی (خوراکی)

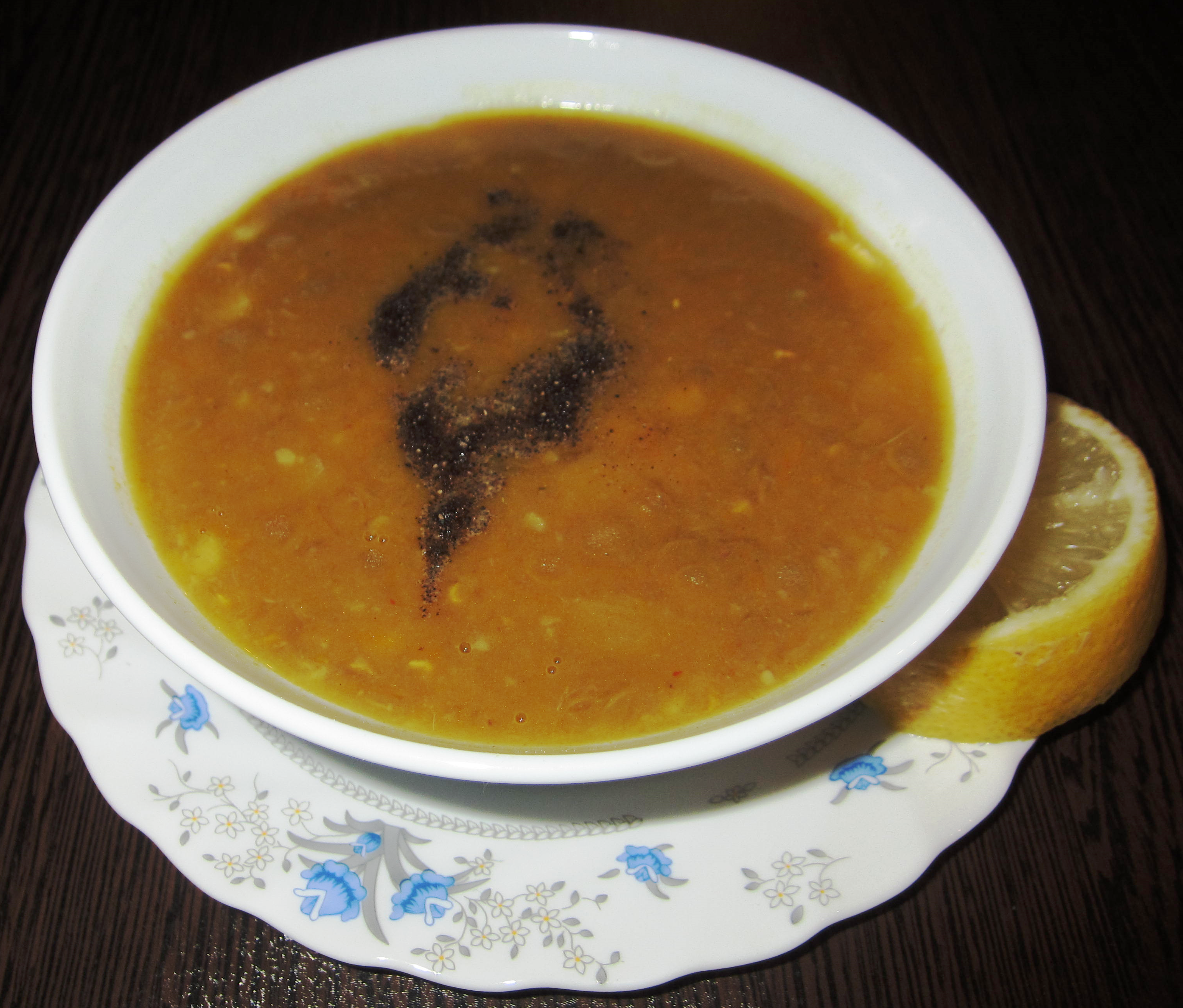
عدسی تزئین شده با فلفل سیاه همراه با لیموترش

عدسی، آش عدس، یا نَسْکْبا نوعی خوراک است که ماده اصلی آن را عدس تشکیل می‌دهد.
این آش یکی از آش‌های اصیل ایرانی است که تقریباً در تمامی نقاط کشور طبخ گردیده و بسیار مقوی، ساده و کم هزینه است و معمولاً به عنوان صبحانه یا میان وعده خورده می‌شود و برای شام و ناهار استفاده نمی شود.
اصولا در طبخ عدسی از عدس، پیاز، نعنا خشک، ادویه جات و پیاز داغ استفاده می‌شود .
اما میتوانید به سلیقه شخصی مواد اولیه آن را تغییر یا به آن بیافزایید. در بعضی مناطق در طبخ آن علاوه بر عدس، پیاز، رب و روغن و زردچوبه و ادویه های طعم دهنده غذا از گوشت چرخ کرده،سیب زمینی و گوجه هم استفاده میشود.

## مواد لازم برای پخت عدسی
- دو لیوان عدس
- روغن ۲ قاشق غذاخوری
- نمک و فلفل
- پیاز متوسط یک عدد برای پیاز داغ
- رب گوجه فرنگی ۲ الی ۳ قاشق غذاخوری

(درصورت تمایل)
- - گوشت چرخ کرده
  - سیب زمینی نگینی
  - گوجه فرنگی خرد شده